# Потильчак Олександр Валентинович

Потильча́к Олекса́ндр Валенти́нович (нар. 7 липня 1965) — дослідник історії України періоду Другої Світової війни і повоєнного часу, доктор історичних наук (2006), професор (2008).

## Біографія
Потильчак Олександр Валентинович народився 7 липня 1965 року в селі Литвинівка Києво-Святошинського (тепер — Вишгородського) району Київської області. Із сім'ї робітника і службовця.
Закінчив Білоцерківське ТУ-4 (1984), працював слюсарем контрольно-вимірювальних приладів і автоматики на Гостомельському склозаводі (Київська область).
У 1984 — 1986 роках — строкова служба в Збройних Силах СРСР.
У 1986 — 1991 роках навчався на історичному факультеті Київського державного педагогічного інституту імені О. М. Горького, закінчивши його з відзнакою.
У 1991 — 1999 роках працював на посадах старшого лаборанта (1991), асистента (1992), старшого викладача (1994) кафедри історії слов'ян та народознавства Національного педагогічного університету імені М. П. Драгоманова.
У 2000 — 2001 і 2004 — 2005 рр. працював на посаді доцента кафедри історії слов'ян та українознавства Національного педагогічного університету імені М. П. Драгоманова.
У 2001 — 2004 рр. навчався в докторантурі НПУ імені М. П. Драгоманова. Наук. консульт. д.і.н., проф., чл.-кор. НАН України Даниленко В. М. Докт. дис. «Радянські режимні установи для військовополонених та інтернованих в УРСР (1939—1954 рр.): організація, дислокація, структура» захистив в Ін-ті історії України НАН України у 2005 р.
З вересня 2006 р. працює на посаді завідувача, професора новоствореної кафедри джерелознавства та спеціальних історичних дисциплін в Ін-ті історичної освіти НПУ імені М.П. Драгоманова. Чл. спец. ради по захисту канд. дис. Д 26.053.02 у Нац. пед. ун-ті імені М. П. Драгоманова, чл. ред. кол.: серії «Більше не таємно» Держ. ком. архівів України; серії «Україна. Друга світова війна. 1939—1945» Ін-т історії України НАН України; Військово-історичного альманаху;.Чл. Правління Всеукр. громадської організації «Інститут воєнної історії». Чл. міжнародного товариства «Русский плен».

## Наукова діяльність
У 1999 році в Інституті історії України НАН України захистив кандидатську дисертацію «Експлуатація трудових ресурсів України гітлерівською Німеччиною у роки окупації». Наук. кер. — к.і.н, доцент Сушко О. О. Офіц. опон.: д.і.н, ст.н.сп. Кучер В. І., к.і.н., проф. Байраківський А. І. У 2005 році в Інституті історії України НАН України захистив докторську дисертацію «Радянські режимні установи для військовополонених та інтернованих в УРСР (1939—1954): організація, дислокація, структура». Наук. консульт.: д.і.н., проф. чл.-кор. НАН України Даниленко В. М. Офіц. опон.: д.і.н., проф. Лисенко О. Є.; д.і.н., проф. Король В. Ю.; д.і.н., проф. Чайковський А. С.
Коло наукових інтересів — історія радянських спецслужб, військова й суспільно-політична історія України періоду Другої світової війни та повоєнного часу. Основна проблематика досліджень: нацистський окупаційний режим на території України (1941—1944 рр.), організація і функціонування органів та установ радянського військового полону в Українській РСР у 1939—1954 рр. Автор понад 150 наук. і навч.-метод. праць.
Основні наукові праці
- Економічний колабораціонізм в Україні в роки нацистської окупації(1941—1944): причини і прояви/ О. В. Потильчак. — К., 1997;
- Професійне навчання і підготовка трудових резервів в Україні в період німецько-фашистської окупації (1941—1944): політика і практика агресора / О. В. Потильчак. — К., 1998;
- Трудові ресурси радянських військовополонених та «остарбайтерів» з України у нацистській військовій економіці в роки Другої світової війни / О. В. Потильчак. — К., 1998;
- «Новий порядок» в окупованій Україні (1941—1944)/ О. В. Потильчак // Пам'ять століть. — 1999. — № 1. — С. 97-105;
- Ставлення населення України до німецьких військовополонених (1944—1945 рр.) / О. В. Потильчак // Історичний журнал. — 2004. — № 6-7 (12-13). — С.42-47;
- Інтернування іноземних громадян на територію України у 1945 р. / О. В. Потильчак // Людина і політика. — 2004. — № 5 (35). — С. 42-51;
- Радянські табори військовополонених в Україні (1939—1954): організаційно-структурний аспект. — К., 2004;
- Поховання іноземних військовополонених та інтернованих Другої світової війни в Україні / О. В. Потильчак. — К., 2004;
- Радянський військовий полон та інтернування в Україні (1939—1954): Монографія / О. В. Потильчак. — К., 2004;
- Нацистська політика у сфері підготовки спеціалістів із середньою та вищою спеціальною освітою в Україні / О. В. Потильчак // Архіви окупації. 1941—1944 / Держ. ком. архівів України; Упоряд. Н. Маковська. — К., 2006. — С. 782—790. — (Більше не таємно; Т. І);
- Україна 1941—1944: трагедія народу за фасадом Священної війни: Монографія / Кучер Володимир Іванович, Потильчак Олександр Валентинович — К.; Біла Церква: ТОВ «Білоцерківдрук», 2011. — 368 с.;
- Таємниці «західного інтернування»: японці в радянських таборах для військовополонених в Українській РСР (1946—1949 рр.) / О. Потильчак, В. Карпов, Т. Такеучі. — К.: Вид-во Акад. праці і соц. відносин Федер. проф. спілок України, 2011. — 176 с., 24 іл.;
- Трудові ресурси цивільного населення України і система примусової праці в часи німецької окупації / Олександр Валентинович Потильчак // Україна в Другій світовій війні: погляд з XXI століття. Історичні нариси / Ред. кол.: В. А. Смолій (голова колегії), Г. В. Боряк, Ю. А. Левенець, В. М. Литвин, О. Є. Лисенко (відп. ред.), О. С. Онищенко, О. П. Реєнт, П. Т. Тронько; Рецензенти: О. С. Рубльов, В. Ф. Шевченко. НАН України. Інститут історії України. — К.: НВП "Вид-во «Наукова думка, НАН України», 2011. — Кн. 2. — 943 с.– С. 92-126.